# Cuculeasa, Buzău
Cuculeasa este un sat în comuna Ziduri din județul Buzău, Muntenia, România. Se află în zona de câmpie din nord-estul județului.